# Åke Åhlén

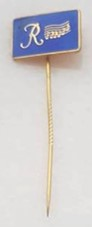
Radiotjänsts gosskörs körnål

Åke Åhlén, född 14 augusti 1912 i Engelbrekts församling, Stockholm, död 16 juni 1987 i Oscars församling, Stockholm
, var en svensk gosskörledare och programsekreterare på musikradion (Radiotjänst/Sveriges Radio). 

## Biografi
Direkt efter avlagd fil. kand.-examen 1938 anställdes Åke Åhlén på Radiotjänst, musikavdelningen. Kungsgatan 8, där han stannade fram till sin pensionering 1977.
1946 tog Åhlén initiativ till bildandet av Radiotjänsts gosskör. Denna gosskör ledde han helt ideellt, vid sidan av sitt ordinarie arbete under 20 år fram till dess nedläggning 1967. Under dessa 20 år hann Åhlén ge ca 500 ynglingar mellan 10 och 15 år en introduktion till aktivt musikutövande på en hög nivå. Bland pojkarna sjöng bland annat: Jerry Williams, Olle Adolphson, Magnus Härenstam, Anders Linder, Bengt af Klintberg, Philip Zandén och Claes ”Clabbe” af Geijerstam. Åhléns motto för gosskören var, "Inte bara en kör utan en kår" vilket innebar aktivt scoutliv och lägerhelger kombinerat med körsjungande. Åhlén drev ett aktivt nordiskt gosskörssamarbete, med de motsvarande gosskörerna vid dansk och norsk radio.

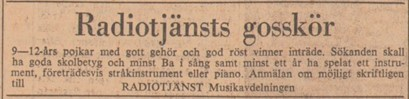
Annons i SVD 1950 för sökande till Radiotjänst gosskör

## Familj
Åke Åhlén var son till kantor David Åhlén och Märta Åhlén och gifte sig den 26 maj 1940 med Anna-Lisa Björkén med vilken han fick fyra barn. 
Åke var brorson till organisten och tonsättaren Waldemar Åhlén.